# Брячислав Василькович (князь вітебський)
Брячислав Василькович (? — 1186) —князь ізяславський (бл. 1158 — бл. 1159) та вітебський (1168 — до 1175, 1178 — після 1181), син князя полоцького і вітебського Василька Святославича, згадується в «Слові о полку Ігоревім».
1159 р. Полоцький князь Рогволод Борисович надав місто Заславль Брячиславу в уділ і той володів ним спільно з братом Володшей. 
Мінські князі Глібовичі обложили Заславль і схопили братів. Володшу вони посадили до темниці, а Брячислава тримали скутим. Рогволод 1160 р. звільнив Брячислава. 
У 1162 році разом з іншими Полоцькими князями ходив на Дорогобузького князя Володимира Мстиславича на Слуцьк. 
Будучи князем Вітебським, ходив 1180 на Друцьк на допомогу Київському князю Святославу Всеволодичу, відзначився в боях проти смоленських Ростиславичів.
Брат князя Ізяслава Васильковича. В "Слові о полку Ігоревім" сказано, що Ізяслав загинув у бою з литовцями через те, що йому не прийшов на допомогу Всеволод разом з іншим братом Брячислава. Ці події відносять до часу раніше 1185 року.
```
Цитата:
"... і Двіна болотом тече у тих грізних полочан під кліками поганих. Один тільки Ізяслав, син Васильків, продзвенів своїми гострими мечами об шоломи литовські, підтримав славу діда свого Всеслава, а сам під червленими щитами на кривавій траві литовськими мечами порубаний ... І сказав: «Дружину твою, княже, птиці крильми одягли, а звірі кров полизали ". Не було тут ні брата Брячислава, ні другого - Всеволода, так він один і зронив світлу душу з хороброго свого тіла через золоте намисто. Зажурилися голоси, знітилися веселощі. Труби трублять городенськії".
```

## Діти
Ім'я дружини невідомо. Як дітей Брячислава називають:
- Василько Брячиславич
- Всеслав Брячиславич